# Eriopyga aenescens
Eriopyga aenescens är en fjärilsart som beskrevs av Paul Dognin 1916. Eriopyga aenescens ingår i släktet Eriopyga och familjen nattflyn. Inga underarter finns listade i Catalogue of Life.